# グリーゼ12
グリーゼ12（英語: Gliese 12）は、地球からうお座の方向に約40光年離れた位置にある赤色矮星の恒星である。周囲を太陽系外惑星が公転していることが知られている。

## 特徴
| 太陽 | グリーゼ12 |
| ---- | ---------- |
| 太陽 | Exoplanet  |

グリーゼ12は、地球から20パーセク（約65光年）以内にある恒星を赤経が 0h に近い順に並べたグリーゼ近傍恒星カタログにおいて12番目に掲載されていることから与えられている名称であり、GJ 12 と省略されて表記されることもある。地球の近傍にある恒星であるため、ウィレム・ヤコブ・ルイテンによってまとめられた、観測される固有運動が大きい近傍の恒星の星表であるLTTカタログやLPカタログなどにも掲載されている。後述する TESS による観測で、周囲に惑星候補とみられる天体が存在していると判明したことから、TESS object of interest (TOI) におけるカタログ番号である TOI-6251 という名称も持つ。
質量と半径は共に太陽の約4分の1で、光度は太陽の約 0.7% と暗い。スペクトル分類では M4V 型とされているが、やや古い文献では M3V 型ともされている。やや不確実性が大きいが、形成されてから約70億年が経過していると推定されている。赤色矮星は恒星活動が活発で、フレアを頻繁に起こす事例が多く知られているが、グリーゼ12は活動が比較的穏やかであるとされている。

## 惑星系
アメリカ航空宇宙局 (NASA) が打ち上げた太陽系外惑星探索衛星 TESS によるトランジット法（食検出法）での観測から、グリーゼ12の周囲に公転周期が約25日半の惑星が存在している可能性が示され、この惑星候補は TOI-6251.01 と命名された。
2024年5月、アストロバイオロジーセンターや東京大学、国立天文台などの研究者らによる国際研究チームは、ハワイ島のすばる望遠鏡に搭載されている赤外線ドップラー装置 (IRD) を用いて行われる系統的な太陽系外惑星捜索プロジェクト「IRD-すばる戦略枠プログラム (IRD-SSP)」によるドップラー分光法での観測結果と TESS のデータ解析により、この惑星候補が実際に存在する惑星であったと発表し、グリーゼ12bと命名された。また、同時期にオーストラリアのサザンクイーンズランド大学に在籍する博士課程の学生らによる異なる研究グループでもグリーゼ12bの存在が確かめられている。
グリーゼ12bの軌道はハビタブルゾーンの内縁付近に位置しており、理論上は居住可能であると見做されていることもあるが、大気の有無については分かっていないので明確に居住可能であるかは不明であるとする見方もある。大きさは地球よりわずかに小さい程度で金星とほぼ同等である。主星から受けるエネルギー放射量は地球の約1.6倍に達しており、大きさや主星から受ける放射量の観点から、これまでに発見されている全ての太陽系外惑星の中でも、金星のような大気の特徴を持つ惑星を調査するにあたって最も適した太陽系外惑星であるとされている。
| 名称 （恒星に近い順） | 質量      | 軌道長半径 （天文単位） | 公転周期 (日)        | 軌道離心率 | 軌道傾斜角           | 半径                  |
| --------------------- | --------- | ----------------------- | -------------------- | ---------- | -------------------- | --------------------- |
| b                     | < 3.87 M⊕ | 0.0668 ± 0.0024         | 12.761408 ± 0.000050 | < 0.50     | 89.194+0.059 −0.052° | 0.958+0.046 −0.048 R⊕ |